# Lara Dickenmann
Lara Dickenmann, est une footballeuse suisse née le 27 novembre 1985 à Kriens dans le canton de Lucerne. Elle fait partie de l'équipe nationale de Suisse de 2002 à 2019 et joue au poste de milieu de terrain jusqu'à la fin de sa carrière en 2020.
En 2021, elle devient manager générale de la section féminine du Grasshopper Club Zurich.

## Biographie

### Jeunesse et formation
Lara Dickenmann est née à Kriens dans le canton de Lucerne en Suisse. Sa mère était joueuse professionnelle de handball et son père joueur de football en ligue nationale A. Elle a un frère cadet.
Elle commence le football à l'âge de huit ans au Sport Club Kriens. Elle y pratique sa passion dans une section masculine. À partir de l'année 2000, elle rejoint la section féminine du DFC Sursee et remporte par trois fois le championnat en 2002, 2003 et 2004 et deux Coupes de Suisse en 2002 et 2004. Ses performances lui permettent d'intégrer la sélection nationale et de jouer le Championnat d'Europe des moins de 19 ans en 2002 et 2004. C'est lors de l'Euro 2002 en Suède que les recruteurs de l'équipe universitaire des Buckeyes d'Ohio State la découvre. Elle joue les trois matchs qui se concluent par deux défaites contre les sélections du Danemark et de Norvège puis une victoire contre l'Angleterre. Elle est notamment sacrée joueuse suisse de l'année à la fin de la saison 2003-2004.

### Départ aux États-Unis
En 2004, Lara Dickenmann est recrutée dans l'équipe féminine universitaire des Buckeyes d'Ohio State aux États-Unis. Durant sa première année, elle est nommée parmi les dix meilleures joueuses de première année grâce notamment à ses treize buts marqués et douze passes décisives. L'année suivante, en raison de ses nombreuses sélections avec l'équipe nationale suisse, elle participe moins au championnat de la NCAA Première Division, mais elle est continue d'apprendre dans la Big Ten Conference qui regroupe onze universitsé du Middle West des États-Unis. Pour sa troisième année, elle est sacrée meilleure joueuse et est sélectionnée dans l'équipe première de la National Soccer Coaches Association of America. Elle obtient son baccalauréat en business international. En 2006, elle joue pour les Wildcats du New Jersey dans la W-League avec lesquelles elle remporte le 1er rang de la Division Nord-Est.

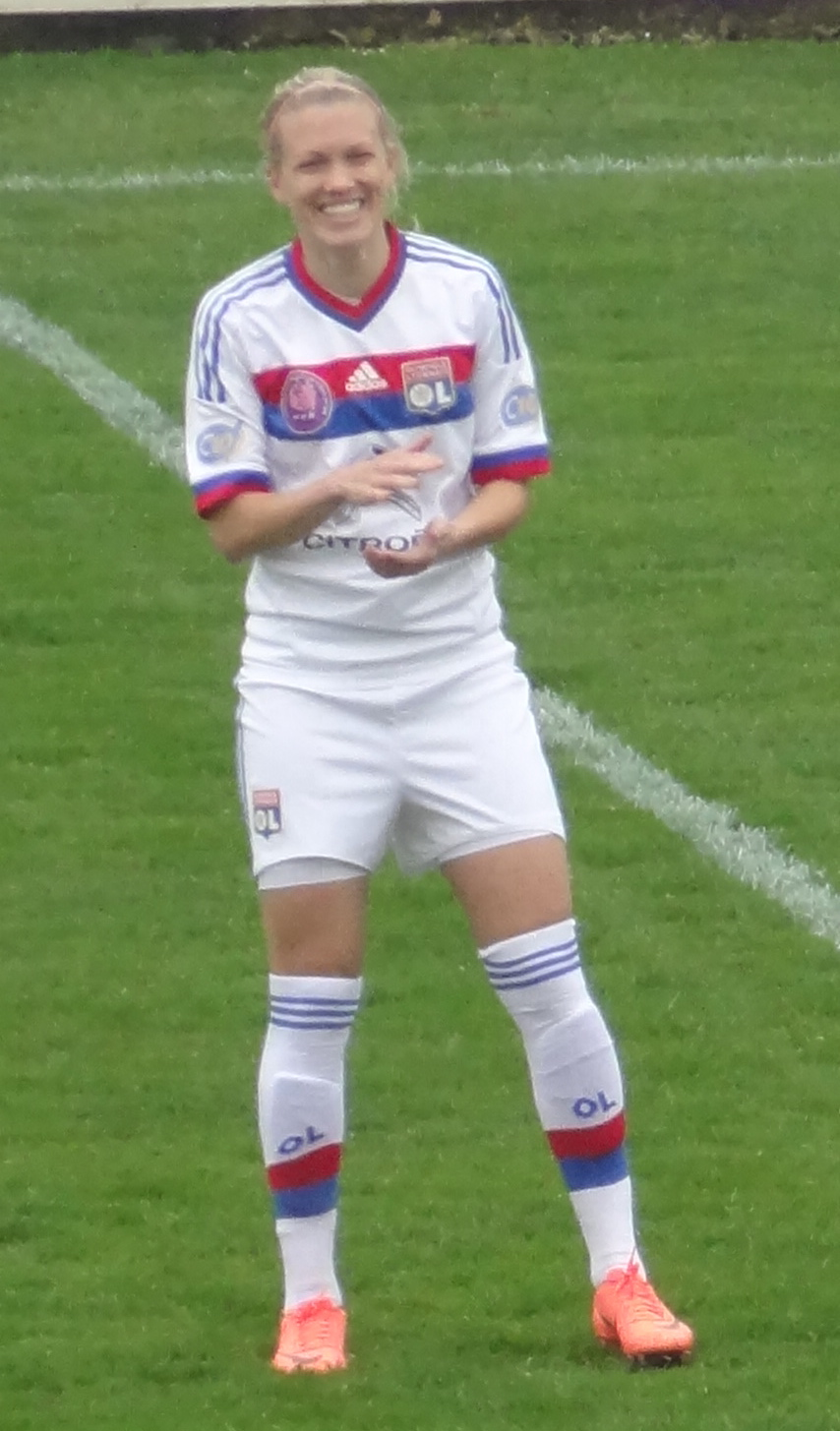
Lara Dickenmann à l'OL en avril 2012.

### Retour en Europe
Lara Dickenmann fait son retour en Europe en septembre 2008 et s'engage avec l'équipe suisse du FC Zürich Frauen. Elle rejoint trois mois plus tard la formation de l'Olympique lyonnais mais ne fait que quatre participations en championnat et une en Challenge de France avec un but marqué. Son équipe est sacrée champion de France 2008-2009 avec treize points d'avance sur son dauphin, le Montpellier HSC. Le 26 mai 2011, elle inscrit le second but de l'Olympique lyonnais en finale de la Ligue des champions contre Potsdam remportée par son équipe sur le score de deux buts à zéro.
Le 7 avril 2015, elle annonce sa signature pour jouer dès la saison suivante dans le club allemand du VfL Wolfsburg.
Le 7 août 2019, elle met un terme à sa carrière internationale. Elle détient alors le record de sélections en équipe nationale.
Le 25 février 2020, alors que son contrat avec le VfL Wolfsburg n'a pas été renouvelé, elle annonce qu'elle mettra un terme à sa carrière professionnelle à l'été.

### Reconversion
Le 3 mai 2021, Lara Dickenmann s'engage avec le Grasshopper Club Zurich en tant que manager général de l'équipe féminine pour 3 saisons, à compter de la saison 2021-2022.

### Vie privée
Elle est mariée depuis 2020 à Anna Blässe, après avoir été en couple avec Barla Deplazes, une footballeuse du FC Zürich Frauen,.
En 2020, elle s'exprime en compagnie de 27 autres femmes dans un livre (Vorbild und Vorurteil. Lesbische Spitzensportlerinnen erzählen) sur le chemin qui l'a conduite à s'affirmer.

## Statistiques
| Saison    | Club               | Championnat | Championnat | Championnat | Coupe(s) nationale(s) | Coupe(s) nationale(s) | Compétition(s) continentale(s) | Compétition(s) continentale(s) | Compétition(s) continentale(s) | Coupe intercontinentale | Coupe intercontinentale | Suisse | Suisse | Total | Total |
| Saison    | Club               | Division    | M.          | B.          | M.                    | B.                    | Comp.                          | M.                             | B.                             | M.                      | B.                      | M.     | B.     | M.    | B.    |
| 2008-2009 | FC Zurich          | LNA         |             |             |                       |                       | -                              | -                              | -                              | -                       | -                       | 1      | -      | 1     | 0     |
| 2008-2009 | Olympique lyonnais | D1          | 4           | 2           | 1                     | 0                     | UEFA                           | 2                              | 0                              | -                       | -                       | 8      | -      | 15    | 2     |
| 2009-2010 | Olympique lyonnais | D1          | 21          | 15          | 3                     | 1                     | LdC                            | 8                              | 0                              | -                       | -                       | 17     | -      | 49    | 16    |
| 2010-2011 | Olympique lyonnais | D1          | 16          | 8           | 3                     | 0                     | LdC                            | 9                              | 5                              | -                       | -                       | -      | -      | 28    | 13    |
| 2011-2012 | Olympique lyonnais | D1          | 18          | 9           | 6                     | 3                     | LdC                            | 7                              | 3                              | -                       | -                       | -      | -      | 31    | 15    |
| 2012-2013 | Olympique lyonnais | D1          | 17          | 5           | 5                     | 3                     | LdC                            | 9                              | 1                              | 2                       | 2                       | -      | -      | 33    | 11    |
| 2013-2014 | Olympique lyonnais | D1          | 21          | 8           | 3                     | 2                     | LdC                            | 4                              | 0                              | -                       | -                       | -      | -      | 28    | 10    |
| 2014-2015 | Olympique lyonnais | D1          | 20          | 10          | 4                     | 1                     | LdC                            | 4                              | 0                              | -                       | -                       | -      | -      | 28    | 11    |
| 2015-2016 | VfL Wolfsburg      | Bundesliga  | 20          | 5           |                       |                       | LdC                            | 9                              | 1                              | -                       | -                       | -      | -      | 29    | 6     |

## Palmarès

### En club
- Avec le Sport Club Kriens
  - Championne de Suisse (3) : 2002, 2003 et 2004
  - Vainqueur de la Coupe de Suisse (2) : 2002 et 2004

- Avec le FC Zürich Frauen
  - Championne de Suisse (1) : 2009

- Avec l'Olympique lyonnais
  - Championne de France (7) : 2009, 2010, 2011, 2012, 2013, 2014 et 2015.
  - Vainqueur de la Coupe de France (4) : 2012, 2013, 2014 et 2015
  - Vainqueur de la Ligue des champions (2) : 2011 et 2012
  - Finaliste de la Ligue des champions (2) : 2010 et 2013

- Avec le VfL Wolfsburg
  - Championne d'Allemagne (4) : 2017, 2018, 2019 et 2020
  - Vainqueur de la Coupe d'Allemagne (6) : 2016, 2017, 2018, 2019, 2020 et 2021
  - Finaliste de la Ligue des champions (2) : 2016 et 2018

### Distinctions personnelles
- Meilleure joueuse du championnat suisse en 2004[7] avec le DFC Sursee
- Meilleure joueuse de première année en 2004[4] avec l'Ohio State Buckeyes
- Meilleure joueuse en 2007[4] avec le Jersey Sky Blue
- Meilleure buteur du championnat en 2007[4] avec le Jersey Sky Blue
- Joueuse suisse de l'année en 2016